# Vertaizon
Vertaizon é uma comuna francesa na região administrativa de Auvérnia-Ródano-Alpes, no departamento Puy-de-Dôme. Estende-se por uma área de 12,83 km². Em 2010 a comuna tinha 3 215 habitantes (densidade: 250,6 hab./km²).